# スボートニク

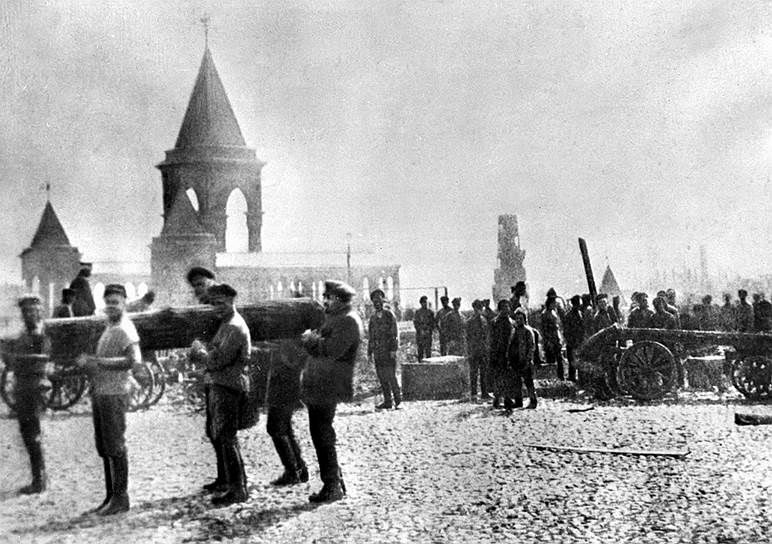
1920年5月1日の全ロシア・スボートニクにおいて、クレムリンで丸太を担ぎあげるレーニン

スボートニク（ロシア語：суббо́тник）とは、ソビエト連邦で始められた土曜日に行われる勤労奉仕日である。 ロシア語で土曜日を意味するスボータ（суббо́та）から名付けられた。日本語では土曜労働と書かれる場合もある。 類似の言葉に、日曜日に行われたヴォスクレースニク（воскре́сникヴァスクリェースニク）があり、これもロシア語で日曜日を意味するヴォスクレセーニエ（воскресе́нье）から来ている。 
最初のスボートニクは1919年4月12日に行われた。これはモスクワ＝カザン鉄道のモスクワ操車場で地元のボリシェヴィキの率先の元に行われた。次いで1920年5月1日にはロシア全体にわたる最初のスボートニクが行われ、レーニン自らもクレムリンの廃材を取り除く作業に加わっている。レーニンはこのスボートニクのアイデアを非常に気に入っており、それを共産主義の自由な労働者の種子となるものとみなしていた。 
当初はスボートニクとヴォスクレースニクは自由参加の奉仕活動で共産党の同調者たちによって熱心に行われたが、後には無償で労働力をもちいることのできるものとしてお定まりな政治イベントとなった。レーニンの誕生日前後には「レーニンのスボートニク」と呼ばれた日が毎年行われた。
1950年代には東欧諸国、特に東ドイツにおいて、ソ連がヨーロッパの社会主義の最も西側の前哨基地として作り上げようとする際にもスボートニクが広められた。週末に働かなければならないことに不満を抱くほとんどの労働者にとっては、スボートニクはとても情熱を注げるようなものではなかった。その一方、路傍にゴミが溢れるというような状況はなく、衛生保持には大きな成果を挙げていた。
現在でも旧ソ連諸国では、レーニンの誕生日や土曜日とは関係なく、自治体や学校、企業などさまざまな組織によってスボートニクという名のもとで清掃活動などの無償の奉仕活動が行われている。しかし、その活動はソ連時代のスボートニクに比べれば非体系的なもので、効果が薄く、人々によって投げ捨てられたゴミが町に溢れるという社会問題は解決されていない。